# Hanušův mlýn
Hanušův mlýn v Těšovicích v okrese Prachatice je vodní mlýn, který stojí na řece Blanice. Je chráněn jako nemovitá kulturní památka České republiky.

## Historie
Mlýn byl podle rožmberského kronikáře Václava Březana „stavěn léta páně 1592 za hejtmana na Prachaticích Zigmunda Turnovského“.
V roce 2002 jej poškodila povodeň. Je zcela bez technologie.

## Popis
Areál mlýna je třístranný, uzavřený. Mlýnice po levé straně má pozdně renesanční průčelí, štít má v patě po stranách pilířky a střední část s dvojicí segmentových oken je vymezena pilastry.
Voda na vodní kolo vedla náhonem od jezu. V roce 1930 měl mlýn jedno kolo na svrchní vodu (průtok 0,19 m³/s, spád 3,7 m, výkon 6 HP), roku 1994 byla uvedena do provozu Bánkiho turbína o výkonu 16 kW. Elektrárna byla v provozu do povodní v roce 2002, které ji silně poškodily; od té doby je mimo provoz.